# Red River (Mississipi)
El Red River, o també anomenat Red River del Sud (Red River of the South) entre dotzenes de denominacions documentades, és un riu del sud dels Estats Units. Va rebre el seu nom pel color vermellós de l'aigua que hi discorre. Hi ha diversos rius anomenats Red River. Encara que abans va ser afluent del riu Mississipi, el Red River és ara un afluent del riu Atchafalaya, un distribuïdor del Mississipi que desemboca per separat al golf de Mèxic. Aquesta confluència està connectada amb el riu Mississipi per l'Estructura de Control del Riu Vell.
La riba sud del Red River va formar part de la frontera entre EUA i Mèxic des del Tractat Adams-Onís (en vigor el 1821) fins a l'annexió de Texas i el Tractat de Guadalupe Hidalgo.
El Red River és la segona conca fluvial més gran del sud de les Grans Planes. Neix en dues branques al Texas Panhandle i flueix cap a l'est, on fa frontera entre els estats de Texas i Oklahoma. A continuació, forma un curt tram fronterer entre Texas i Arkansas abans d'entrar a Arkansas, girant cap al sud prop de Fulton i desembocant al riu Atchafalaya a Louisiana. La longitud total del riu és de 2.190 km, amb un cabal mitjà de més de 1.600 m 3/s a la desembocadura.
La branca sud es considera generalment la branca principal del Red River. Aquesta branca, de 190 km de llarg, s'anomena Prairie Dog Town Fork. Es forma al comtat de Randall, Texas, prop del comtat de Canyon, per la confluència dels rius Tierra Blanca Creek i Palo Duro Creek (no confondre amb un altre Palo Duro Creek situat més al nord i que desguassa al Canadà).
Flueix al sud-est a través del congost de Palo Duro al parc estatal de Palo Duro Canyon a una altitud de 1.050 m i després, passat Newlin (Texas), entra a l'estat d'Oklahoma. A unes 2 milles al sud d' Elmer (Oklahoma) hi aflueix el riu Salt Fork, i més endavant el riu North Fork a uns 16 km al sud-oest de Frederick (Oklahoma) per formar el Red River pròpiament dit.
El Red River va prendre un nou canal prop de Natchitoches (Louisiana), i va deixar enrere el llac Cane River. El riu segueix un curs sinuós cap a l'est a través d'una de les zones més àrides de les Grans Planes, rebent el riu Wichita al nord-est de la ciutat de Wichita Falls. Prop de Denison, el riu segueix superant l'extrem oriental del llac Texoma, un embassament format per la presa de Denison. El llac també és alimentat pel riu Washita des del nord. Més enllà de la presa, corre cap a l'est per Arkansas i rep el riu Muddy Boggy Creek d'Oklahoma a la riba esquerra abans de girar cap al sud prop de Texarkana.
Poc després, la via fluvial creua al sud cap a Louisiana. Les ciutats germanes de Shreveport i Bossier City es van desenvolupar a banda i banda del riu, igual que les ciutats d'Alexandria i Pineville aigües avall. Després de l'afluència del Black River (nom que rep el riu Ouachita aigües avall) uns 3 km al sud d'Acme, el riu s'eixampla en una complexa xarxa de pantans a l'oest del riu Mississipi. Les seves aigües es converteixen finalment en un afluent del riu Atchafalaya i flueixen cap al golf de Mèxic.
El 1946, la riuada del Red River va inundar Pineville a causa de la poca alçada i solidesa del dic. Tanmateix, el dic, més alt i fort, es va mantenir a Alexandria. Willie E. Kees Jr., el nou alcalde elegit de Pineville, va obtenir suport per reconstruir del dic al costat est del riu i per igualar-lo l'alçada del d'Alexandria.